# Augustin Ferrando
Augustin Jean Ferrando, né le 14 avril 1880 ou le 15 avril à Miliana (Algérie),, et mort le 7 avril 1957 ou le 8 avril à Oran, est un peintre orientaliste français de l'école moderne, dite aussi école d'Alger.

## Biographie
Élève de l'école des beaux-arts d'Alger en 1898, puis de l'Académie Druet et de Rochegrosse, ancien de l'école des beaux-arts de Paris, chez Fernand Cormon (1845-1924), il rencontre à Paris Derain, Matisse, Léger, Vlaminck, Utrillo.
Considéré comme le seul peintre fauve d'Algérie, Ferrando obtient plusieurs médailles de vermeille (aux expositions de la société des artistes orientalistes). Il est mobilisé en 1914 aux Zouaves d'Alger jusqu'en 1918.
Nommé directeur de l'école des beaux-arts d'Oran, fondateur de l'association amicale des Artistes africains, il deviendra conservateur du Musée Demaeght en 1935. Il travaille notamment à Oued Taria d'où sa seconde épouse est originaire.
Nombreuses expositions à Alger (Galerie Charlet), Oran (Galerie Pozzalo et galerie Pasteur), Paris (Palais de New York), Biennale de Menton. Diverses rétrospectives dont Alger en 1959, Musée Rolin d'Autun en 1977 (notice et catalogue par G. Vuillemot, conservateur), Boulogne-Billancourt en 1990, Versailles et Paris en 1992, et in Albert Marquet et ses amis, juillet 2008, centre culturel de Saint-Raphaël (Var).

## Collections
- Musée Rolin d'Autun, le Bélier Noir, don de Madame Cruveiller-Ferando, fille de l'artiste.
- Préfecture d'Oran, Musée des Beaux-Arts d'Alger, Musée de Constantine, Théâtre et Palais de justice de Sidi bel-Abbès,
- Palais de justice de Tlemcen (mosaïques extérieures).

Les toiles de Ferrando étant jalousement conservées par leurs propriétaires depuis son décès, peu s'en trouvent sur le marché de l'art.

## Sources
- Muriel Blandinières, Augustin Ferrando, mémoire de maitrise 1997, Paris IV Sorbonne, non publié.
- Paule Cruveiller-Ferrando, Augustin Ferrando, 1880-1957, peintre fauve, 2000,  (ISBN 2-9515823-0-7) (disponible uniquement chez l'auteur)[4].
- Elizabeth Cazenave, Les Artistes de l'Algérie, dictionnaire des peintres, sculpteurs, graveurs 1830-1962, Bernard Giovanangeli Éditeur Association Abd El Tif, 2001,  (ISBN 2-909034-27-5). Et, du même auteur :
- L'Afrique du Nord révélée par les Musées de province, même éditeur, octobre 2004,  (ISBN 2-909034-60-7).
- Patrick-Gilles Persin, Augustin Ferrando, Art improgress éditions, 160 p., 2009